# Pleuronichthys cornutus
Pleuronichthys cornutus är en fiskart som först beskrevs av Temminck och Schlegel, 1846.  Pleuronichthys cornutus ingår i släktet Pleuronichthys och familjen flundrefiskar. Inga underarter finns listade i Catalogue of Life.